# Matoatoa spannringi
Matoatoa spannringi är en ödleart som beskrevs av  Ronald Archie Nussbaum RAXWORTHY och PRONK 1998. Matoatoa spannringi ingår i släktet Matoatoa och familjen geckoödlor. IUCN kategoriserar arten globalt som akut hotad. Inga underarter finns listade i Catalogue of Life.